# Ruine Hasenfratz
Die Ruine Hasenfratz, auch Frazenhas oder in Karten als Ruine Burgturm bezeichnet, ist die Ruine einer Höhenburg auf einer 839 m ü. NN hohen Bergkuppe bei Gauselfingen, einem Stadtteil von Burladingen im Zollernalbkreis in Baden-Württemberg.

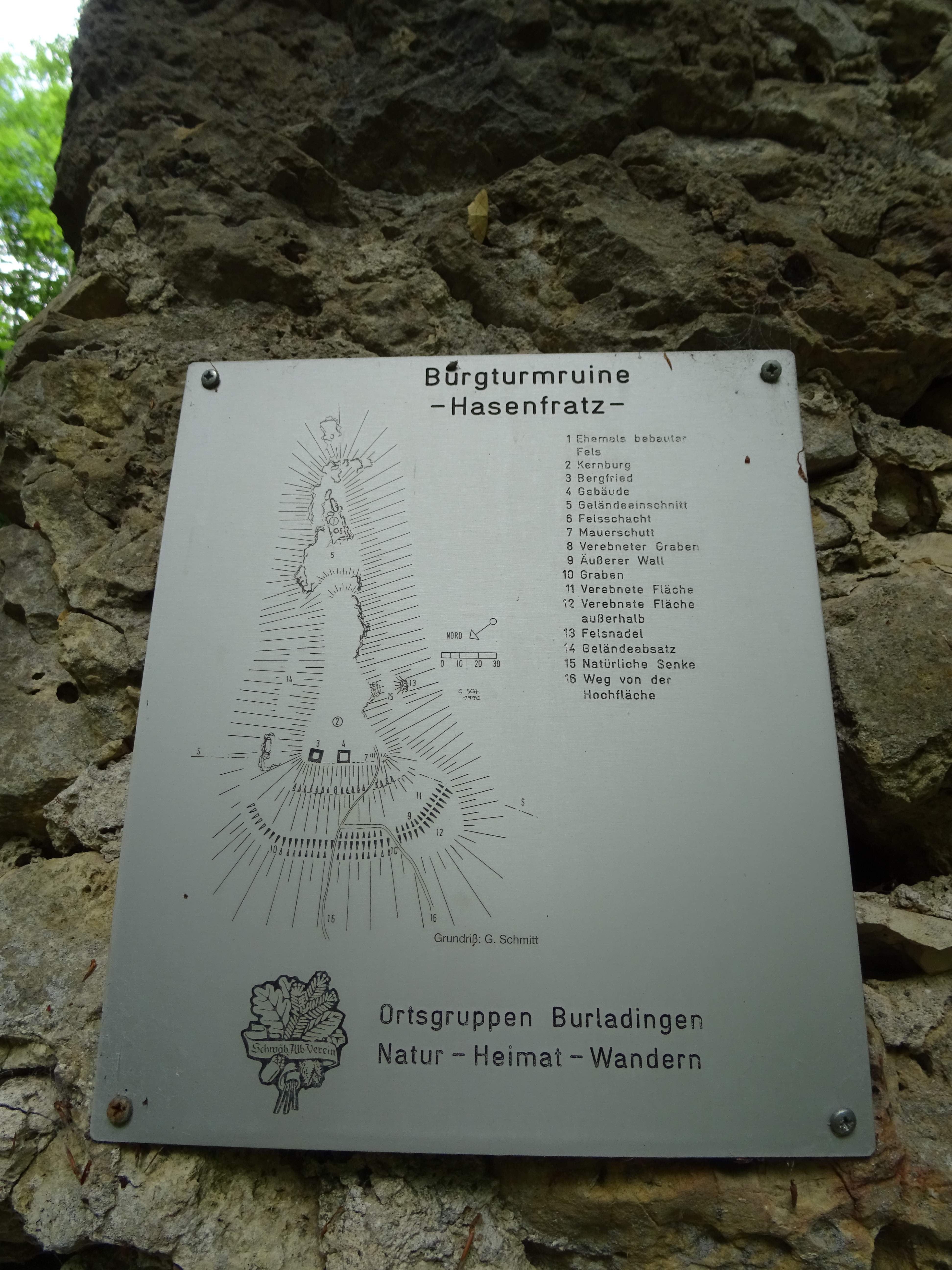
Grundriss der Ruine Hasenfratz

Die Burg, deren Erbauer und Bewohner unbekannt sind, wurde um 1150 erbaut und um 1250 aufgegeben. Von der ehemaligen Burganlage, die über eine Kernburg mit einem Bergfried, einem weiteren Gebäude, mindestens einen Burggraben und einen Wall verfügte, sind noch die Ruine des Bergfrieds und Mauerreste erhalten.